# Carl Grafström
Carl Johan Grafström, född 11 juni 1820 i Stockholm, död 27 juli 1892 i Stockholm, sockerbagare, svensk politiker (nyliberal). 
Carl Grafström var riksdagsledamot för Stockholms stads valkrets i andra kammaren åren 1867–1871 samt 1885–1887. Under sin första riksdagsmannaperiod tillhörde han det Nyliberala partiet. I riksdagen var han bland annat suppleant i bevillningsutskottet 1869. Han var även ledamot i Stockholms stadsfullmäktige 1863–1890. Som politiker var han bland annat engagerad för religionsfrihet och förespråkade även införandet av civiläktenskap. Som riksdagsman var han också engagerad i tullfrågan. Under sin riksdagstid var han också intresserad av Stockholms försköning och eftersträvade vackrare arkitektur bl.a. genom att instifta en arkitekttävling. Han var också engagerad i skarpskytterörelsen där han var kapten. 
Han var sockerbagare hos kung Karl XIV Johan åren 1841–1844 och därefter sockerbagare i Stockholm 1847–1877, från 1875 som ägare av en konfekt- och chokladfabrik på Malmskillnadsgatan 28 där han introducerade glassen som en nyhet. 
Carl Grafström var också aktiv skribent och författare och gav bl.a. ut en bok om Kaffe och Choklad, en bok med titeln Inga giftiga färger! och skrev också om  Åtskilliga sorters glass och söta melanrätter och skrev den länge använda läroboken Konditorn.